# Lasaia agesilas
Lasaia agesilas is een vlindersoort uit de familie van de prachtvlinders (Riodinidae), onderfamilie Riodininae.
Lasaia agesilas werd in 1809 beschreven door Latreille.